# L'Instinct de mort
L'Instinct de mort és una pel·lícula franco-canadenca-italiana dirigida per Jean-François Richet i estrenada el 2008. La pel·lícula està inspirada en el llibre autobiogràfic de Jacques Mesrine, L'Instinct de mort, publicat l'any 1977. La pel·lícula va assolir gairebé 2 milions d'entrades a França després de quatre setmanes d'exclusivitat. Constitueix la primera part del díptic Mesrine del qual s'estrena la segona part, L'Ennemi public n° 1, va tenir lloc el 19 de novembre de 2008.

## Argument
Després de la Guerra d'Algèria, on va participar en interrogatoris, Jacques Mesrine (Vincent Cassel) va tornar a França el 1959. Després va viure amb els seus pares. Mentre el seu pare (Michel Duchaussoy) li troba una feina honesta, Jacques coneix a poc a poc el milieu, gràcies al seu amic Paul (Gilles Lellouche) . Aquest últim el presenta a Guido (Gérard Depardieu), un criminal d'alt rang que aprecia Jacques. Durant una escapada amb Paul a Espanya, en Jacques coneix la bella Sofia (Elena Anaya). Ràpidament es queda embarassada i es casen el 1961. Va donar a llum una filla, Sabrina. Tindran dos fills més, Bruno (nascut el 1964) i Boris (nascut el 1966). Però tot i ser pare, Mesrine no es va acomodar, per a gran desesperació de la Sofia, que va acabar demanant el divorci l'any 1965. Aleshores els fills es van quedar amb els avis paterns.
Mesrine es troba llavors amb Jeanne Schneider (Cécile de France). El 1968, es va veure obligat a fugir i se'n va anar al Canadà amb ella. En un lloc de construcció, Mesrine coneix Jean-Paul Mercier (Roy Dupuis). A França, Paul i Guido són assassinats per agents de policia. Amb ganes de guanyar-se la vida amb més honestedat, Jacques i Jeanne són contractats per un senyor ric (Georges Deslauriers en realitat). Després d'un malentès amb el jardiner del multimilionari, són acomiadats. Aleshores segrestaran el vell, a canvi d'un rescat. Però aconsegueix escapar. Perseguits al Canadà, finalment van ser arrestats a la frontera d'Arizona i després extradits al Canadà. Els mitjans canadencs van començar a parlar d'ells i Mesrine, sempre amb ganes de provocació, va llançar davant les càmeres «Visca el Quebec lliure!». Mentre que Jeanne porta 5 anys, Jacques Mesrine és condemnat a 10 anys. Està empresonat en una unitat especial de correccions on se sotmet a un dur tractament que implica la privació del son i l'aïllament. Un cop fora de la mitard, hi troba Jean-Paul. Els dos homes van planejar ràpidament la seva fugida, que va tenir lloc l'estiu de 1972. Després d'uns quants robatoris de bancs al Quebec, van tornar atronadorment als afores de la seva antiga presó a Saint-Vincent-de-Paul per intentar que alguns dels seus antics companys de presos s'escapin, sense èxit. Jacques aconsegueix llavors contactar amb Jeanne, encara empresonada. Intenta convèncer-la perquè escapi, però ella es nega i trenca amb ell per telèfon.
Mentre Jacques i Jean-Paul practiquen tir a Saint-Louis-de-Blandford, dos guardians els sorprenen. Aquests últims moren durant l'intercanvi de trets. Mentre Mesrine torna a França, Jean-Paul Mercier és assassinat a trets per la policia canadenca durant un robatori l'octubre de 1974.

## Repartiment
- Vincent Cassel : Jacques Mesrine

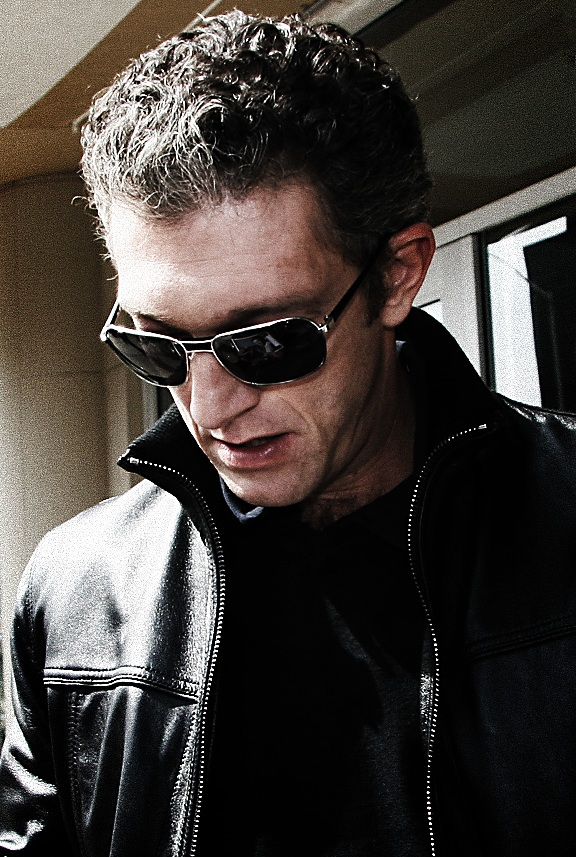
L'actor principal Vincent Cassel a l'estrena de la pel·lícula al Festival Internacional de Cinema de Toronto de 2008.

- Cécile de France : Jeanne Schneider
- Gérard Depardieu : Guido
- Gilles Lellouche : Paul
- Roy Dupuis : Jean-Paul Mercier
- Elena Anaya : Sofia (inspirada en Maria-Soledad Ortiz)
- Florence Thomassin : Sarah
- Michel Duchaussoy : el pare de Mesrine
- Myriam Boyer : la mare de Mesrine
- Abdelhafid Metalsi : Ahmed, el proxenèta
- Gilbert Sicotte : el multimilionari (inspirat en Georges Deslauriers)
- Deano Clavet : Roger André
- Ludivine Sagnier : Sylvie Jeanjacquot
- Mustapha Abourachid : el harki
- Leïla Bekhti : la noia del fellaga
- Sabri Lahmer : Gégé
- Manuela Gourary : Mado
- Affif Ben Badra : el client enfadat
- Frankie Pain : Lulu
- Jean-Claude Leguay : Tabacoff
- Louison Blivet : Sabrina als 5 anys
- Guilhem Pellegrin : el notari
- Caroline Ferrus : Maggy
- Jeff Boudreault : l'oficial d'immigració
- Dominique Loiseau: l'assassí
- Christian Bordeleau: periodista de l'aeroport
- Christine Bellier: periodista de l'aeroport
- Guy Thauvette: el director de la USC
- Christine Beaulieu: Lizon
- Luc-Martial Dagenais: el director del banc

## Producció

### Gènesi i desenvolupament
Abans d'aquest díptic, s'havien intentat diversos projectes cinematogràfics sobre Mesrine. A través de la seva empresa Cerito Films, Jean-Paul Belmondo havia adquirit els drets de L'Instinct de mort per fer una adaptació cinematogràfica. Titulat Frère Jacques, el projecte va ser proposat a diversos directors, Yves Boisset, Costa-Gavras i Alain Corneau, tots ells es van negar a fer una pel·lícula sobre el criminal. A més, Mesrine d'André Génovès es va estrenar el 1984 amb Nicolas Silberg al paper principal.
El productor Thomas Langmann feia molt de temps que volia fer una pel·lícula sobre el criminal: 
| « | Gairebé trenta anys després de la seva desaparició, el mite de Jacques Mesrine va romandre intacte. Al cinema no podia faltar un personatge tan fort; l'ambigüitat de l'home i les múltiples percepcions que en tenim encara avui fascinen. Molts de nosaltres somiàvem amb portar la seva vida a la pantalla. No es tractava de convertir-lo en un model a seguir o en un heroi, sinó de mostrar el personatge en tota la seva complexitat, fins i tot els seus aspectes més foscos. Darrere de la "icona", hi ha el viatge d'un home, un biopic on acció i emoció es barregen. | » |

Des del 2001, es va apropar a Vincent Cassel per oferir-li el paper, tot i que en aquell moment només hi havia una pel·lícula en qüestió. Inicialment seduït per la idea, l'actor es va acabar negant, trobant també l'escenari maniqueu. Més tard explicaria: 
| « | Fer una pel·lícula sobre un heroi que no ho és, era interessant, però amb la condició de tractar-lo correctament. Aleshores vaig haver de retirar-me del projecte. Més tard, però, vaig tornar a trucar a Thomas i li vaig dir que si tornava a començar amb noves bases, jo encara hi era. | » |

El 2003, Barbet Schroeder va ser anunciat com a director. Després de l'arribada del director Jean-François Richet i del guionista Abdel Raouf Dafri (que va tenir la idea de fer dues pel·lícules), Vincent Cassel va acceptar. El seu guió s'inspira principalment en les autobiografies L'Instinct de mort (1977) et Coupable d'être innocent (1979) de Jacques Mesrine.

### Assignació de papers
Thomas Langmann va oferir el paper de Jacques Mesrine a Vincent Cassel l'any 2001. Si bé aquest últim es va retirar del projecte durant un temps, es van considerar diversos actors com Benoît Magimel i Vincent Elbaz. L'any 2004 es va produir un altercat entre François Samuelson, agent de Benoît Magimel, i Thomas Langmann després de l'anunci de la negativa de l'actor. Vincent Cassel finalment va acceptar el paper, pel qual es va engreixar uns 20 quilos.
Marion Cotillard i Eva Green havien estat anunciades una vegada a la pel·lícula per interpretar les companyes de Jacques Mesrine. Alain Delon va ser considerat pel paper de Guido, Jean-Pierre Cassel pel del pare de Mesrine i Clovis Cornillac (Charlie Bauer). Samy Naceri també es va considerar.

### Rodatge
El rodatge va tenir lloc al mateix temps que la de la 2a part L'Ennemi public n° 1. Va tenir lloc del maig del 2007 al gener del 2008 a França, Canadà, Espanya i els Estats Units. Per tant, les preses van tenir lloc a París, Clichy, Montreal, L'Escala i Monument Valley. El rodatge es va dur a terme en ordre cronològic invers perquè Vincent Cassel pogués perdre el pes guanyat pel paper.

## Resposta crítica
L'Instinct de mort té una puntuació d'aprovació del 82% al lloc web de l'agregador de ressenyes Rotten Tomatoes, basat en 72 ressenyes i una puntuació mitjana de 7,3/10. El consens crític del lloc web afirma: "És innegablement desigual, però l'electrificant actuació de Vincent Cassel fa de L'Instinct de mort un biopic de gàngsters que val la pena buscar". Metacritic va assignar a la pel·lícula una puntuació mitjana ponderada de 71 sobre 100, basada en 23 ressenyes, indicant "crítiques generalment favorables".
A la seva ressenya per a The New York Times, Stephen Holden va escriure que Mesrine "fa per a un entreteniment visceral i contínuament fascinant que evoca un  Scarface  gal sense les drogues... La monumental actuació del Sr. Cassel fusiona l'amenaça de cobra del jove Robert Mitchum amb la serra. la volatilitat que canvia de forma (d'afilada a bulbosa) del clàssic Robert De Niro, i l'aclareix amb la gràcia i l'agilitat d'un lladre gat."

## Taquilla
| País         | Núm entrades | Data                                 |
| ------------ | ------------ | ------------------------------------ |
| França       | 2.274.424    | 30 de desembre de 2018 (11 setmanes) |
| Bèlgica      | 63.166       |                                      |
| Itàlia       | 87.540       |                                      |
| Estats Units | 551.697      | 3 de març de 2011 (27 setmanes)      |
| Mundial      | 31.055.440 $ |                                      |

## Reconeixements
Festival Internacional de Cinema de Tòquio —  Octubre 2008: premi al millor actor a Vincent Cassel a la saga Jacques Mesrine
 Globe de cristal 2009 : 
- Globe de cristal al millor actor a Vincent Cassel
- Globe de cristal a la millor pel·lícula

 34a cerimònia dels Premis César :
La saga Jacques Mesrine està nominada en nou categories: millor actor, millor pel·lícula, millor director, millor adaptació, millor música escrita per a pel·lícula, millor fotografia, millor escenografia, millor muntatge. Va guanyar:
- César al millor so: Jean Mimondo, Gérard Hardy, Alexandre Widmer, Hervé Buirette
- César al millor director per Jean-François Richet
- César al millor actor per a Vincent Cassel